# Janus Pannonius
Janus Pannonius (Čazma, 29. kolovoza 1434. – Medvedgrad kraj Zagreba, 27. ožujka 1472.), hrvatski i mađarski humanist, latinski pjesnik, diplomat, biskup Pečuha.
Ostala imena i pseudonimi: Jan Panonac, Janus Vitez Pannonius, Jan Panonije, Ivan Česmički, Jan Panonij.

## Životopis
Otac mu je umro 1440. godine, kad je imao samo šest godina.  Nakon očeve smrti se za njegov odgoj brinuo rođak Ivan Vitez od Sredne (1405. – 1472.). Iako postoje razna rješenja, dosadašnja istraživanja nisu uspjela ponuditi prihvatljivo rješenje o naravi njihove rodbinske veze. Najčešće se u historiografiji koristi podatkom da je Ivan (Vitez) od Sredne bio Panonijev ujak, no to nije potpuno pouzdano. Postoji i razmišljanje o tome da je Ivan od Sredne prezime Vitez posudio od obitelji kojoj se priključio rodbinskim vezama.
Ivan Vitez od Sredne Jana Panonija kao trinaestgodišnjaka uputio je na školovanje u Italiju.  Panonije je studirao najprije u Ferrari, kod Guarina Guarinija (Guarino Veronese, Guarinus Veronensis, 1374-1460). Panonije je učio klasične jezike: latinski i grčki i književnost na tim jezicima.  Potom je četiri godine studirao u Padovi, postigavši doktorat kanonskog (crkvenog) prava.  Za jedanaest godina provedenih u Italiji proslavio se kao pjesnik i došao u vezu s uglednim talijanskim humanistima (Galeotto Marzio, Lodovico Carbone, Giorgio Valagussa, Roberto degli Orsi).
Nakon studija vratio se u Ugarsku i vršio razne visoke dužnosti u katoličkoj crkvi. Bio je kanonikom varadinske crkve, a 1459., s nepunih 26 godina, postao je biskup Pečuha (Pécs, danas u Mađarskoj). U svojoj je biskupiji malo boravio, već se po želji kralja Matijaša Korvina priključio nizu uglednih dvorjanika u Budimu.
Godine 1465. Jan Panonije je po želji kralja vodio poslanstvo u Rim, na poklonstvo papi Pavlu II.; a ujedno su od Pape tražili pomoć u ratu s Osmanlijama. Na talijanskom prostoru Panonije je obnovio stare veze i nabavio niz važnih latinskih i grčkih tekstova te time dobio nov poticaj za gajenje humanističkih znanosti. Godine 1469. i 1470. Panoniju je povjerena dužnost bana "cijele Slavonije" koju je vršio zajedno s Ivanom Thuzom, ali su obojica uskoro smijenjeni.
U hrvatskom i ugarskom plemstvu su se javljali znakovi nezadovoljstva protiv kralja koji je težio za neograničenom vladavinom. Jan Panonije i Ivan Vitez od Sredne su se uključili u taj pokret koji je za cilj imao na ugarsko prijestolje dovesti za kralja Kazimira, sina poljskog kralja.  Urota nije uspjela. Jan Panonije se sklonio kod zagrebačkog biskupa Osvalda Thuza na Medvedgrad, gdje je umro 27. ožujka 1472. Pokopan je u samostanskoj crkvi u Remetama, no tijelo mu je kasnije preneseno u pečušku katedralu.
Panonijev književni rad, čitav na latinskom, obuhvaća dulje pjesme u heksametru (Poemata ili Heroica), elegije (Elegiae) u elegijskom distihu, epigrame (Epigrammata, više od 400) u raznovrsnim metrima rimske književnosti, prozne prijevode s grčkog, govore, pisma. U epigramima piše o ljubavi, prijateljima i svojim prepirkama s njima, raspravlja o književnim pitanjima, ali i o aktualnim društvenim prilikama. Elegije su mu sjetne i obavijene melankolijom i – premda su pune mitoloških i drugih aluzija na antičku povijest – ipak odaju pjesnikovu osjetljivu lirsku narav. Česmički se u svojoj poeziji otkriva kao tipični humanistički poeta doctus ("učeni pjesnik"), čije pjesme odišu dubinskim znanjem o antičkoj kulturi, ali istodobno i kao pjesnik lirske intime i kao pjesnik koji emotivno reagira na događaje iz stvarnosti, osobito na provale Osmanlija na Balkan. Pjesme koje je po narudžbi napisao kao dvorski pjesnik (poeta laureatus) daleko zaostaju za onima u kojima daje izvorno književno stvaralaštvo.
Njegove pjesme je pronašao Stjepan Brodarić studirajući u Padovi, prepisao ih i uzaludno pokušao tiskati.
O podrijetlu Jana Panonija postoje razne pretpostavke. Nije sporno jedino da je bio podrijetlom iz srednjovjekovne Slavonije. U najnovije vrijeme je, ne isključujući druge mogućnosti, iznesena pretpostavka, da je vjerojatno bio podrijetlom iz Komarnice (danas Novigrad Podravski kod Koprivnice, Koprivničko-križevačka županija). Još se spominju Česmica kraj Čazme, Česmica kraj Bjelovara (danas Novoseljani) i Aljmaš.

## Astronomija
Janus Panonius bavio se također astronomijom i astrologijom, a visoku izobrazbu stekao je u Padovi, talijanskom gradu, u kojem su, u razdoblju od XIV. do XIX. stoljeća, studirali brojni Hrvati. Na udimskom dvoru u humanističkom krugu Ivana Viteza od Sredne djelovali su također Regiomontanus i Galeotto Marzio, a čini se da je u tom krugu bila prisutna i ideja o heliocentričnom sustavu. Ivan Česmički napisao je Orfičku odu Suncu, u kojoj kaže da je Sunce gospodar zvijezda. Ideje iz Vitezova kruga utjecale su i na Kopernika, koji je realizirao ideju o planetnom sustavu, u kojem je Sunce u središtu, a planeti se zajedno sa Zemljom kreću oko Sunca.

## Primjer teksta (epigram)
Ad Rufum
Scripta quod et ludunt et amant mea, Rufe, modestis

Illa placere negas? Pluribus ergo placent.
Rufu
Zato što moje pjesme zabavljaju i što su omiljene, tvrdiš li Rufe

Da se ne sviđaju čednima? Sviđaju se dakle većini.